# Сун Чаоцин
Сун Чаоцин (кит. упр. 宋朝卿, пиньинь Sòng Cháoqīng; род. 21 марта 1991, Байшань, Гирин) — китайская биатлонистка, победительница Зимней Универсиады 2009 года, участница этапов Кубка мира, Чемпионатов мира и Олимпийских игр.

## Биатлонная карьера
Начала заниматься биатлоном в 2005 году. На международных соревнованиях дебютировала в ноябре 2007 года в рамках Кубка Европы по биатлону в норвежском Гейло, где в спринте заняла 12 место.
В возрасте 17 лет дебютировала в Кубке мира, где 4 декабря 2008 года в рамках первого этапа в шведском Эстерсунде в индивидуальной гонке показала 56-й результат.
7 января 2009 года дебютировала за сборную Китая в эстафете на этапе Кубка мира — в рамках 4-го этапа в немецком Оберхофе команда в составе Ван Чуньли / Лю Сяньин / Дун Сюэ / Сун Чаоцин показала 4-й результат, 75 секунд уступив сборной Украины. На следующем этапе в немецком Рупольдинге китаянки в том же составе вновь занимают четвёртое место, но после дисквалификации российской команды, сборная Китая поднялась на третью строчку, что остается лучшим результатом Чаоцин в эстафетах на Кубке мира.
В том же 2009 году приняла участие в Зимней Универсиаде в Харбине, где в финальный день соревнований сенсационно принесла сборной своей страны золотую медаль, победив в масс-старте. Это «золото» имело ключевую роль в общекомандном зачете, позволив команде Китая занять первое место на своей домашней Универсиаде.
В сезоне 2009/2010 на первом же этапе в спринте в Эстерсунде показывает свой лучший личный результат в карьере, заняв 5-е место. Спустя два дня, в эстафете выводит команду Китая в лидеры гонки, но неудачные действия партнеров по команде не позволяют им подняться на пьедестал.
На Олимпийских играх в Ванкувере лучшим результатом Чаоцин стало 32 место, показанное в спринте.
В конце сезона приняла участие в соревнованиях по биатлону в рамках зимних Всемирных военно-спортивных игр 2010 года, где выиграла два «серебра»: в командном зачёте спринта и в гонке патрулей.
В сезоне 2010/2011 в команде сменился тренерский штаб и значительно обновился состав сборной. Вместе с этим результаты Чаоцин пошли на спад. Попадание в десятку в гонке преследования на этапе в Антхольце в сезоне 2013/2014 остается последним результативным достижением Сун на международном уровне.
Помимо этого, дважды принимала участие в Национальных зимних играх Китая, где в 2008 году в Цицикаре завоевала бронзовую медаль в спринте, серебряную в масс-старте и «золото» в эстафете, а в 2012 году на Играх, в Чанчуне добавила ещё одну «бронзу» в спринте и серебряную медаль в индивидуальной гонке.

## Результаты

### Кубок мира
| Сезон                                                                                           | Дисциплина    | Этапы  | Этапы  | Этапы  | Этапы  | Этапы  | Этапы  | Этапы  | Этапы  | Этапы | Этапы | Итог (очки/место) (по дисциплинам) | Итог (очки/место) (по дисциплинам) | Итог (очки/место) (общий) | Итог (очки/место) (общий) |
| Сезон                                                                                           | Дисциплина    | 1      | 2      | 3      | 4      | 5      | 6      | 7      | 8      | 9     | 10    | Итог (очки/место) (по дисциплинам) | Итог (очки/место) (по дисциплинам) | Итог (очки/место) (общий) | Итог (очки/место) (общий) |
| ----------------------------------------------------------------------------------------------- | ------------- | ------ | ------ | ------ | ------ | ------ | ------ | ------ | ------ | ----- | ----- | ---------------------------------- | ---------------------------------- | ------------------------- | ------------------------- |
| 2008/09                                                                                         | ИГ            | Эст 56 | —      | Хох 38 | —      | —      | —      | —      | Ван НФ | —     | —     | 3                                  | 70                                 | 81                        | 63                        |
| 2008/09                                                                                         | Спринт        | Эст 44 | Хох 48 | Хох 79 | Обе 39 | Руп 11 | Ант 43 | ЧМ 37  | —      | —     | —     | 36                                 | 55                                 | 81                        | 63                        |
| 2008/09                                                                                         | Преследование | Эст 42 | Хох 35 | —      | —      | Руп 18 | Ант 28 | ЧМ 44  | —      | —     | —     | 42                                 | 43                                 | 81                        | 63                        |
| 2009/10                                                                                         | ИГ            | Эст 23 | —      | Пок 12 | —      | —      | —      | ОЛИ 53 | —      | —     | —     | 47                                 | 31                                 | 211                       | 34                        |
| 2009/10                                                                                         | Спринт        | Эст 5  | Хох 34 | Пок 41 | Обе 11 | Руп 24 | —      | ОИ 32  | —      | —     | —     | 103                                | 32                                 | 211                       | 34                        |
| 2009/10                                                                                         | Преследование | —      | Хох 34 | Пок 22 | —      | —      | —      | ОЛИ 43 | —      | —     | —     | 26                                 | 47                                 | 211                       | 34                        |
| 2009/10                                                                                         | Масс-старт    | —      | —      | —      | Обе 22 | Руп 25 | —      | —      | —      | —     | —     | 35                                 | 34                                 | 211                       | 34                        |
| 2010/11                                                                                         | ИГ            | Эст 84 | —      | Пок 58 | —      | —      | —      | —      | —      | —     | —     | 0                                  | —                                  | 0                         | —                         |
| 2010/11                                                                                         | Спринт        | Эст 75 | Хох 71 | Пок 76 | —      | —      | —      | —      | —      | —     | —     | 0                                  | —                                  | 0                         | —                         |
| Примечание: НФ — стартовала в гонке, но не финишировала. Жёлтым цветом выделены победные гонки. |               |        |        |        |        |        |        |        |        |       |       |                                    |                                    |                           |                           |
| По состоянию на 23 марта 2011 года                                                              |               |        |        |        |        |        |        |        |        |       |       |                                    |                                    |                           |                           |